# Новокиевка (Акмолинская область)
Новоки́евка (каз. Новокиевка) — село в Буландынском районе Акмолинской области Казахстана. Входит в состав Ергольского сельского округа. Код КАТО — 114037400.

## География
Село расположено в северной части района, на расстоянии примерно 35 километров (по прямой) к юго-западу от административного центра района — города Макинск, в 9 километрах к северо-западу от административного центра сельского округа — аула Токтамыс.
Абсолютная высота — 365 метров над уровнем моря.
Ближайшие населённые пункты: село Гордеевка — на западе, аул Токтамыс — на юго-востоке, село Клинцы — на севере.

## Население
В 1989 году население села составляло 467 человек (из них русские — 37%, украинцы — 31%, немцы — 23%).
В 1999 году население села составляло 332 человека (169 мужчин и 163 женщины). По данным переписи 2009 года, в селе проживало 260 человек (133 мужчины и 127 женщин).
| Численность населения | Численность населения | Численность населения |
| 1989                  | 1999                  | 2009                  |
| --------------------- | --------------------- | --------------------- |
| 467                   | ↘332                  | ↘260                  |

## Улицы
- ул. Бейбитшилик
- ул. Мухтара Ауэзова
- ул. Школьная